# Fagerås
Fagerås is een plaats in de gemeente Kil in het landschap Värmland en de provincie Värmlands län in Zweden. De plaats heeft 451 inwoners (2005) en een oppervlakte van 77 hectare.

## Verkeer en vervoer
Bij de plaats lopen de E45 en Riksväg 61.
De plaats heeft een station aan de spoorlijn Charlottenberg - Laxå.